# Sancha (pani Alenquer)
Infantka Sancha Portugalska (ur. przed 1182 w Coimbrze – zm. 13 marca 1229 w Celas) – infantka portugalska, druga córka króla Sancha I i Dulce Berenguer.
Data urodzenia nie jest dokładnie znana, lecz urodziła się przed 1182 rokiem. Była feudalną panią Alenquer. Zmarła w klasztorze w Celas, 13 marca 1229 roku. Jej ciało zostało przeniesione do Lorvão.
13 grudnia 1705 roku Sancha została beatyfikowana przez papieża Klemensa XI, razem z jej siostrą Teresą.